# (501546) 2014 JJ80
2014 جاي جاي 80 (ويعرف أيضًا باسم (501546) 2014 جاي جاي 80 وفق تسمية الكوكب الصغير) (بالإنجليزية: 2014 JJ80)‏ هو كويكب ضمن حزام الكويكبات؛ وترتيبه 501546 من حيث الاكتشاف.
اكتُشف هذا الجُرم الفلكي بواسطة مقراب بان ستارز في 2014.

## وصلات خارجية
- (501546) 2014 JJ80 في قاعدة بيانات مختبر الدفع النفاث لأجرام النظام الشمسي الصغيرة

- الاكتشاف · مخطط المدار ·  العناصر المدارية · المعلمات المادية

- (501546) 2014 JJ80 على موقع ويكي سكاي: DSS2, SDSS, GALEX, IRAS, Hydrogen α, X-Ray, Astrophoto, Sky Map, Articles and images

قالب:الكواكب الصغيرة: 501001–502000